# Bartonville, Illinois
Bartonville là một làng thuộc quận Peoria, tiểu bang Illinois, Hoa Kỳ. Năm 2010, dân số của làng này là 6471 người.

## Dân số
Dân số qua các năm:
- Năm 2000: 6310 người.
- Năm 2010: 6471 người.